# Diane (1916)
Diane (Q107) – francuski oceaniczny okręt podwodny z okresu I wojny światowej, jednostka prototypowa typu Diane. Została zwodowana 30 września 1916 roku w stoczni Arsenal de Cherbourg, a ukończono ją w sierpniu 1917 roku. Okręt krótko służył w Marine nationale, gdyż 11 lutego 1918 roku zatonął z całą załogą nieopodal La Rochelle na skutek wewnętrznej eksplozji.

## Projekt i budowa
„Diane” zamówiona została na podstawie programu rozbudowy floty francuskiej z 1912 roku. Okręt zaprojektował inż. Jean Simonot, tworząc mniejszą wersję swojego poprzedniego projektu Gustave Zédé.
„Diane” zbudowana została w Arsenale w Cherbourgu. Stępkę okrętu położono w grudniu 1912 roku, a zwodowany został 30 września 1916 roku. Nazwa okrętu nawiązywała do rzymskiej bogini łowów Diany.

## Dane taktyczno–techniczne
„Diane” była średniej wielkości oceanicznym okrętem podwodnym o konstrukcji dwukadłubowej. Długość całkowita wynosiła 68 metrów, szerokość 5,53 metra i zanurzenie 3,72 metra. Wyporność w położeniu nawodnym wynosiła 633 tony, a w zanurzeniu 891 ton. Okręt napędzany był na powierzchni przez dwa czterosuwowe silniki Diesla Vickers o łącznej mocy 1800 koni mechanicznych (KM). Napęd podwodny zapewniały dwa silniki elektryczne Sabathé o łącznej mocy 1400 KM. Dwuśrubowy układ napędowy pozwalał osiągnąć prędkość 17 węzłów na powierzchni i 11,5 węzła w zanurzeniu. Zasięg wynosił 2500 Mm przy prędkości 10 węzłów w położeniu nawodnym oraz 130 Mm przy prędkości 5 węzłów pod wodą.
Okręt wyposażony był w 10 wyrzutni torped kalibru 450 mm (cztery wewnętrzne na dziobie, dwie na rufie oraz cztery zewnętrzne), z łącznym zapasem 12 torped. Załoga okrętu składała się z 4 oficerów oraz 39 podoficerów i marynarzy.

## Przebieg służby
„Diane” została wcielona do służby w Marine nationale w sierpniu 1917 roku. Jednostka otrzymała numer taktyczny Q107. Podczas I wojny światowej okręt operował na Atlantyku. 11 lutego 1918 roku nieopodal La Rochelle, podczas misji eskortowania czteromasztowego żaglowca „Quevilly”, z nieznanych przyczyn na okręcie nastąpiła wewnętrzna eksplozja, w wyniku której jednostka zatonęła wraz z całą załogą.